# О но Ясумаро
О но Ясумаро (яп. 太安万侶, 太安麻呂, おおのやすまろ; ? — 723) — японський культурний діяч періоду Нара, голова Міністерства народних справ, автор японської історичної хроніки «Кодзікі».

## Короткі відомості
О но Ясумаро був сином О но Хомудзі, військовика і аристократа, який вислужився після Смути Дзінсін 672 року.
У 704 році О но Ясумаро отримав 5-й чиновницький ранг молодшого рівня, а у 711 році — 5-й ранг старшого рівня. Того ж року за наказом імператриці Ґеммей він записав перекази про Імператорський дім Японії з вуст Хіеди но Аре, який знав їх напам'ять, і представив Імператорському двору. Праця складалася з 3 сувоїв і отримала назву «Кодзікі» — «Записи про справи старовини». Припускають, що О но Ясумаро був також одним із упорядників іншої історичної хроніки «Ніхон сьокі», але точних даних, які б підтвердили це припущення немає.
У 715 році О но Ясумаро був підвищений до 4-го молодшого рангу, а з наступного року отримав титул голови роду О. Він помер 15 серпня 732 року, перебуваючи на посаді голови Міністерства народних справ.
У 1979 році, у кварталі Коносе міста Нара, посеред чайної плантації була знайдена могила О но Ясумаро.